# Fortifikation Bellinzona

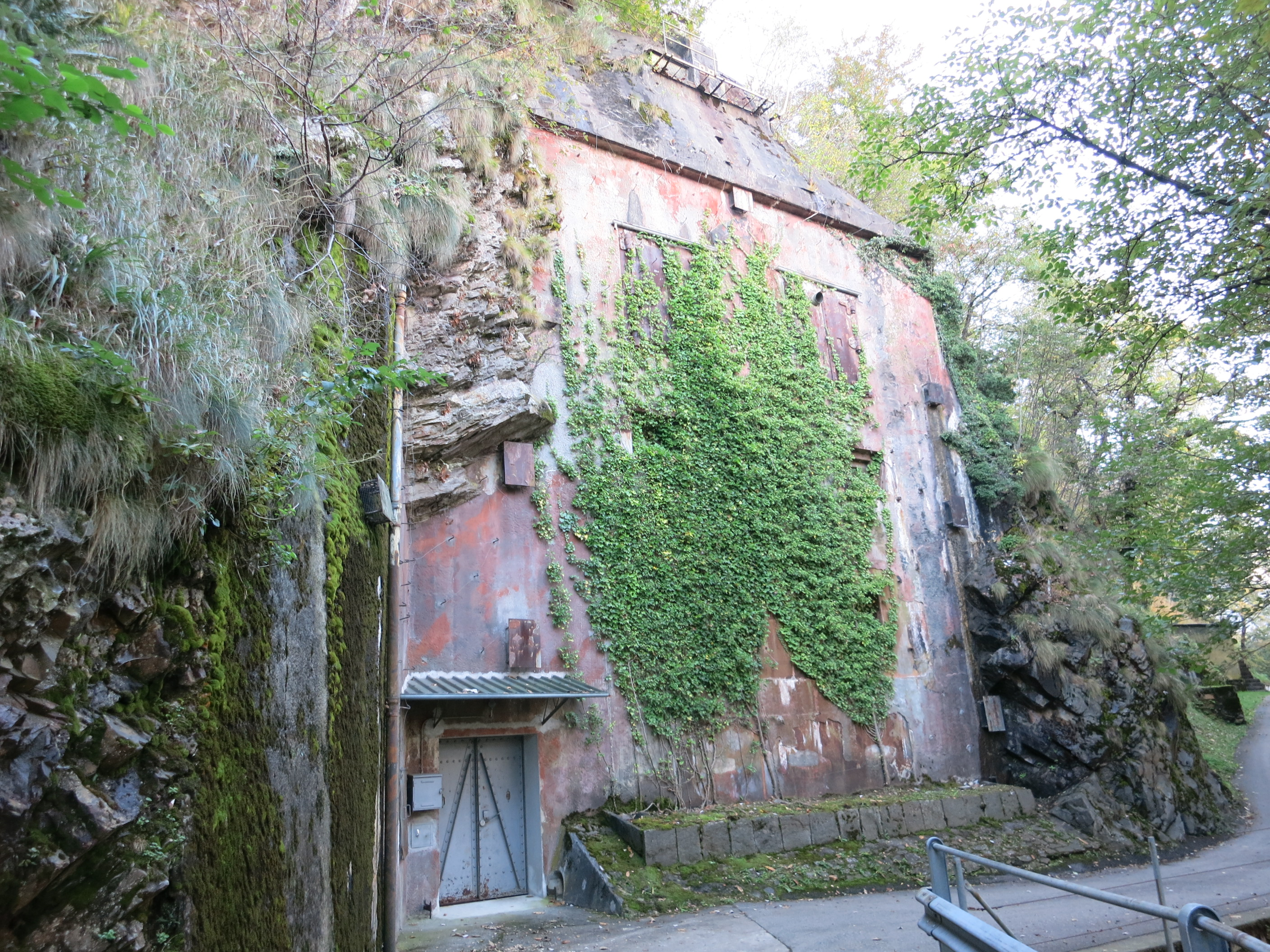
Forte Spina, Monte Ceneri

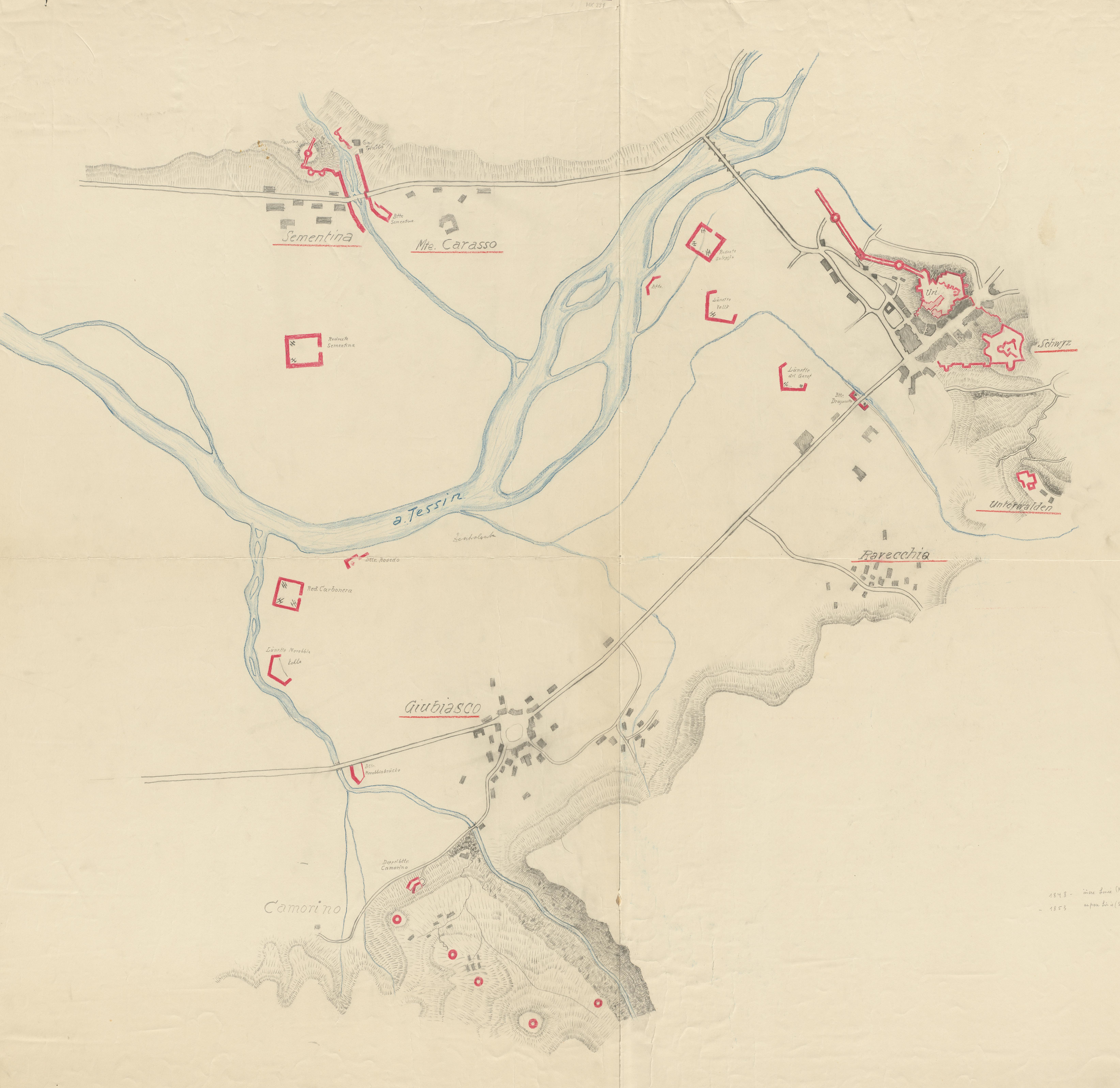
Befestigungen Bellinzona und Umgebung um 1900

Die Fortifikation Bellinzona gehörte neben der Fortifikation Hauenstein und der Fortifikation Murten zu den wichtigsten Verteidigungslinien der Schweizer Armee im Ersten Weltkrieg. Der Schlüsselraum Süd diente der Sicherung des schweizerischen Mittellandes gegen einen gegnerischen Einfall über die Alpenpässe von Süden.

## Vorgeschichte
Die an der Talenge des Ticino gelegene Talsperre in Bellinzona⊙ verdankt ihre strategische Bedeutung ihrer verkehrspolitischen Lage (Nufenenpass, Gotthardpass, Lukmanierpass, Greina, San-Bernardino-Pass, San-Jorio-Pass). Militärisch diente Bellinzona in der römischen Kaiserzeit und im Hochmittelalter als Stützpunkt für die staatliche Zentralgewalt und als Garnisonsplatz für operative Unternehmungen. Im 14. und 15. Jahrhundert wurde der Garnisonscharakter beibehalten (Schlacht bei Arbedo, Schlacht bei Giornico) während die Festung zu einer nach Norden gerichteten Talsperre gegen die benachbarten Eidgenossen wurde.
Die Herzöge von Mailand gaben der Sperrfeste mit den heute zum UNESCO-Welterbe gehörenden drei Burgen Castelgrande mit Murata, Castello di Montebello und Castello di Sasso Corbaro ihre definitive Gestalt. Mit dem Übergang an die Eidgenossen (Frieden von Arona 1503) hatten die spätmittelalterlichen Befestigungsanlagen ihre militärische Bedeutung verloren.
In den Jahren 1853–54 wurde südlich von Bellinzona ein Teilstück der von Guillaume-Henri Dufour entworfenen Befestigungslinie gebaut. Tessiner, die 1853 aus dem Lombardo-Venezianischen Königreich ausgewiesen worden waren, wurden im Sinne einer Arbeitsbeschaffungsmassnahme beauftragt, durch die Magadinoebene zwischen Camorino, Sementina und Monte Carasso eine Verteidigungslinie zu bauen, die als  Hungerfestungen (Fortini della Fame) bekannt wurden. Man befürchtete, dass Österreich von der besetzten Lombardei aus das Tessin angreifen könnte, weil die Bevölkerung trotz grosser Armut tausenden von politischen Flüchtlingen und Verschwörern Zuflucht gesichert hatte.

## Erster Weltkrieg
Ende 1910 wurde ein Kredit beschlossen, um die Befestigungen (Fortifikation) von Bellinzona als Ergänzung zu den Gotthard-Befestigungen auszubauen. Sie sollten den Talkessel von Bellinzona – als Zugang zu den Pässen San Bernardino, Lukmanier und Gotthard – gegen einen überraschenden Angriff sichern.
Anfang 1914 konnte der Bau der Projekte in Angriff genommen werden. Sie umfassten neben Strassenbauten den Ausbau der Linie Verzasca⊙-Magadino⊙-Monte-Ceneri⊙-Cima-di-Medeglia⊙-Camoghè⊙-Alpe di Gesero (San-Jorio-Pass)⊙-Lumino⊙.
Die Sperren Cima-di-Medeglia, Gordola (Flankierbatterie und Infanteriewerk), Magadino (Flankierbatterie und Blockhaus), zwei Halbbatterien für 12 cm-Pivotkanonen bei Cugnasco, und Monte Ceneri (Flankenbatterie und Infanterieanlagen, sowie weitere 12 cm-Halbbatterien) wurden gebaut. Die Sperrstelle Gordola und die symmetrische Schwester-Sperrstelle Magadino repräsentieren insbesondere die für die Schweiz des Ersten Weltkrieges typische Wehrkonzeption im Bereich der permanenten Befestigung (Artillerieflankierbatterien und Infanteriesperrstellen).
Nach dem Ausbruch des Ersten Weltkriegs wurden die Anlagen im Südtessin durch die Truppen weiter ausgebaut und durch eine Befestigung des San-Jorio-Passes im Osten Bellinzonas ergänzt. Damit entstand im Tessin eine geschlossene Abwehrstellung. Die Hauptaufgabe der Truppen (zwei Regimenter der Infanteriebrigade 15) – neben dem Festungsbau – war die Bewachung und der Sicherung der Gotthardbahn zwischen Chiasso und der Gotthardfestung Forte Airolo sowie das Halten der Verteidigungslinie Bellinzona, um die Mobilmachung weiterer Truppen (5. und 6. Infanteriedivision) aus der Zentralschweiz mit der Eisenbahn zu ermöglichen. In dieser Zeit wurden 14 Geschützstände für 12 cm Kanonen, 3 Flankierbatterien im Fels, 6 Geschützstände für 8,4 cm oder 7,5 cm Kanonen, zahlreiche Stützpunkte für Artillerie und Infanterie, 700 m Schützengräben in Beton und 12.500 m im Fels, Unterstände für 2.000 Mann und Baracken für 4.000 Mann sowie 44 km Strassen und 50 km Saumpfade für Maultiere gebaut.

Schützengrabenbau, Cima di Medeglia
Karpatengraben, Piz Camoglie
Feldküche im Biwak, Alpe di Gesero
Flankengalerie Spina-Magadino, Monte Ceneri

## Zweiter Weltkrieg und Kalter Krieg
Im Zweiten Weltkrieg wurden zusätzlich die Sperrlinie LONA (LOdrino-OsogNA) und das Alpendispositiv des San Jorio-Passes sowie die Sperrstelle Gola di Lago erstellt.
Zwischen 1920 und 1970 erfolgten im Gebiet der Fortifikation Bellinzona verschiedene Umbauten und Erweiterungen (Sperren Monte Ceneri, Gordola, Magadinoebene). Mit der Armee 61 wurde in den 1990er Jahren die Sperrstelle Camorino mit zwei Centi Bunker zur Panzerabwehr eingerichtet.
Die Kehlkaserne (auf der Rück-/Kehlseite der Festung) und die Gewehrgalerie auf der Nordseite des auf einem Hügel oberhalb Gordola liegenden Infanteriewerkes Gordola wurden 1996 renoviert.